# Rajon Kara-Suu
Der Rajon Kara-Suu ist ein dem Oblus Osch in Kirgisistan unterstellter Rajon mit 468.323 Einwohnern (Stand 2022). Verwaltungssitz und Namensgeber ist die Stadt Kara-Suu.

## Geographie
Der Rajon grenzt im Nordosten an den Rajon Ösgön und im Nordwesten an Usbekistan. Im Westen grenzt er an die Rajone Arawan und Nookat sowie im Süden an den Rajon Alai.

## Verwaltungsgliederung
Der Rajon umfasst eine Stadt (den Verwaltungssitz Kara-Suu) sowie 137 Dörfer in 16 Landgemeinden.
- Ak-Tasch
- Dschangy-Aryk
- Dschoosch
- Kaschgar-Kyschtak
- Katta-Taldyk
- Kysyl-Kyschtak
- Kysyl-Suu
- Mady
- Naryman
- Otus-Adyr
- Papan
- Sary-Kolot
- Sarai
- Schark
- Sawai
- Tölöikön